# Savoureuse
Die Savoureuse ist ein rund 41 Kilometer langer rechter Nebenfluss des Allan im französischen Département Territoire de Belfort in der Region Bourgogne-Franche-Comté. Sie fließt durch die Stadt Belfort und entwässert den westlichen Teil des Départements über das Gewässersystem Allan, Doubs, Saône und Rhône zum Mittelmeer. Das Einzugsgebiet der Savoureuse nimmt eine Fläche von etwa 225 km² ein. Der Flussname geht auf den Patois-Ausdruck savour (Säge) zurück.

## Geographie
Das Quellgebiet der Savoureuse befindet sich in den Südvogesen auf ungefähr 1200 m an der Südflanke des Elsässer Belchen (Ballon d’Alsace), im Gemeindegebiet von Lepuix. Auf seinen ersten Kilometern weist der Bergbach ein Gefälle von rund 200 m pro Kilometer auf, bevor er auf 600 m über dem Meeresspiegel den obersten Talkessel am Südfuß des Ballon d’Alsace erreicht. Diese Steilstufe im dicht bewaldeten Gebiet überwindet er mit mehreren Wasserfällen, darunter die Cascade du Rummel und der Saut de la Truite. Der oberste Abschnitt des Savoureuse-Tals wurde während der Eiszeit durch einen Gletscher überformt. Unterhalb der Talenge von Malvaux mit den Roches du Cerf und einem weiteren Wasserfall (Saut de la Cuvotte) weitet sich der Talboden auf eine Breite von rund einem Kilometer.
Bei Giromagny tritt die Savoureuse aus den Vogesen in ein weites Becken hinaus, in dem im Lauf der Zeit eine Schicht von Schotter und Feinsedimenten (sogenannte Alluvionen) abgelagert wurde. Der in Nord-Süd-Richtung orientierte Fluss hat jetzt ein Gefälle von ungefähr 1 % (10 Meter auf 1 Kilometer). In diesem Becken nimmt die Savoureuse zwei wichtige Nebenflüsse auf: von Westen den Rhôme und von Osten die Rosemontoise, die über eine längere Strecke parallel zur Savoureuse verläuft. Bei Valdoie quert der Fluss die südliche Abgrenzung des Beckens mit den Waldhöhen der Montagne du Salbert im Westen und der Forêt de Roppe im Osten.

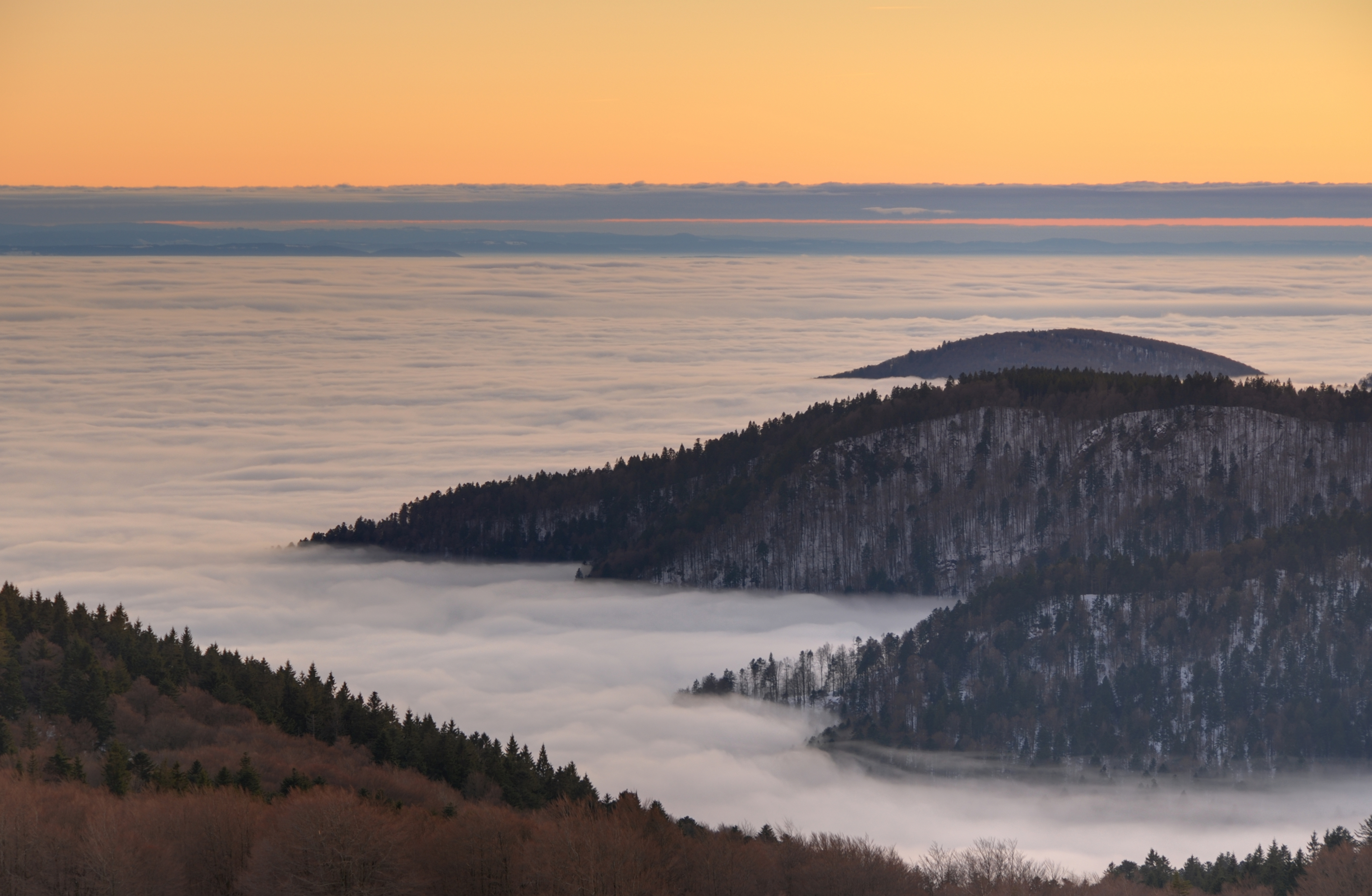
Nebel im Tal der Savoureuse (im Osten Frankreichs) bei Sonnenuntergang vom Gipfel des Elsässer Belchen aus gesehen (Hochkontrastbild)

Anschließend erreicht die Savoureuse das Becken von Belfort. Sie fließt durch das dicht bebaute Areal der Agglomeration Belfort. Südlich der Stadt bildet sie ein 15 km langes und rund 1 km breites Tal, das von den Anhöhen der Burgundischen Pforte flankiert wird, welche den Talboden um maximal 100 Meter überragen. Das Gefälle beträgt hier etwa 0,3 %. Dieses in Nord-Süd-Richtung orientierte Tal wird von den wichtigen Verkehrsachsen zwischen den Städten Belfort und Montbéliard (Autobahn A36 und Hauptstraße) benutzt. Die Savoureuse nimmt hier von Westen mit der Douce den dritten wichtigen Zufluss auf. Unterhalb von Andelnans wird sie zudem vom Canal de la Haute-Saône, einem Seitenast des Rhein-Rhône-Kanals, begleitet.
Bei Nommay überschreitet sie die Grenze zwischen den Departements Territoire de Belfort und Doubs. Das Tal erreicht nun das Becken von Montbéliard, und die Savoureuse mündet auf 317 m Höhe auf dem Gemeindegebiet von Étupes am Ostrand der Agglomeration Montbéliard in den Allan. Beide Flussläufe wurden hier korrigiert, wobei der Zusammenfluss um rund einen Kilometer nach Südosten verschoben wurde.

## Hydrologie
Die Savoureuse besitzt ein pluviales Abflussregime mit stark schwankendem Wasserstand. Hochwasser können in den Wintermonaten und im Frühling während der Schneeschmelze in den Vogesen sowie im weiteren Verlauf des Jahres bei starken Gewittern oder langanhaltenden Niederschlägen auftreten. Das Quellgebiet im Bereich des Ballon d’Alsace gehört mit 240 cm Niederschlag pro Jahr zu den nässesten Regionen Frankreichs. Bei Belfort beträgt die mittlere jährliche Abflussmenge etwa 4,4 m³/s, wobei das Monatsmittel zwischen 0,98 m³/s im August und 8,12 m³/s im Dezember schwankt. Der höchste an dieser Station bisher gemessene Wert von 209 m³/s datiert vom 15. Februar 1990. Im Einzugsgebiet der Savoureuse befinden sich zahlreiche Weiher, von denen nur wenige natürlichen Ursprungs sind. Die meisten wurden seit dem 16. Jahrhundert für die Fischzucht angelegt.

## Nutzung
Entlang der Savoureuse ließen sich schon früh Betriebe nieder, die von der Wasserkraft abhängig waren, darunter Mühlen, Gerbereien, Papiermühlen, aber auch eisen- und metallverarbeitende Industrie. In der Talebene der Savoureuse zwischen Belfort und Montbéliard wurden Sande und Kiese abgebaut. Die Gruben sind heute mit Wasser gefüllt und dienen teilweise als Badeseen und Naherholungsgebiet.